# Aucuba
Paletblad (Aucuba) er en ganske lille slægt bestående af tre til ti arter af dækfrøede planter, der nu er klassificeret i garryaceae familien, selv om den tidligere var klassificeret i aucubaceae eller kornel-familien. Her omtales kun den ene art, der kendes i Danmark.
Arten Aucuba er naturligt hjemmehørende i det østlige asien, fra det østlige Himalaya, øst for Kina, Korea og Japan. Navnet er en latinisering af det japanske Aokiba. De er stedsegrønne buske eller små træer 2–13 m høje, med et udseende som buske af Laurbær-slægten, da de har skinnende, lædderagtige blade, og er blandt de buske der fejlagtigt kaldes laurbær i haver.
| Arter |

- Have-Aucuba (hertil sorten Paletblad)